# 도노키역
도노키역(일본어: 富木駅, とのきえき 토노키에키[*])은 일본 오사카부 다카이시시에 위치한 서일본 여객철도의 역이다.

## 역 구조
상대식 승강장으로 2면 2선의 지상역이다. 개찰구는 와카야마 방면으로 한 곳 있으며 덴노지 방면으로는 지하도를 경유하게 된다. 덧붙여 덴노지 방면으로는 아침 출근시간대에 입장용으로만 사용되는 개찰구가 있다. 덧붙여 역 업무는 서일본 여객철도 교통 서비스에 위탁되어 있으며 무인 시간대에는 인터폰으로 오토리역 직원과 연락하여 도움을 받을 수 있다.
이코카 및 제휴 교통카드의 사용이 가능하다.

### 승강장
| 1 | ■ 한와 선 | 구마토리 · 간사이 공항 · 와카야마 방면 |
| 2 | ■ 한와 선 | 오토리 · 덴노지 · 오사카 방면          |

## 역사
한와 전기 철도가 마지막으로 택지 개발을 행했던 도노키 역 이동 지역은 도노키노사토 경영지라고 불렸다. 도노키 역은 이 주택 단지에서 가장 가까운 역으로서 설치되었다. 역명은 지역의 씨족신을 모시는 신사인 '도노키진자'(等乃伎神社)에서 유래하였다.
- 1940년 3월 1일: 한와 전기 철도 오토리 ~ 이즈미쿠즈하 간에 신설 개업하였다.
- 1940년 12월 1일: 회사 간 인수 합병에 따라 난카이 전기 철도 야마노테 선의 소속이 되었다.
- 1944년 5월 1일: 국유화에 따라 일본국유철도의 소속이 됨과 동시에 역으로 승격하였다.
- 1987년 4월 1일: 민영화에 따라 서일본 여객철도의 소속이 되었다.
- 2003년 11월 1일: 이코카의 사용이 개시되었다.

## 인접정차역
| 서일본 여객철도 한와 선 | 서일본 여객철도 한와 선 | 서일본 여객철도 한와 선  |
| ----------------------- | ----------------------- | ------------------------ |
| 오토리 덴노지 방면      | ■ 한와 선 보통          | 기타시노다 와카야마 방면 |